# СРСР на зимових Олімпійських іграх 1968
СРСР на зимових Олімпійських іграх 1968 року представляли 74 спортсмени. Радянські спортсмени здобули 13 медалей, що допомогло посісти друге загальнокомандне місце.
Радянські спортсмени здобули медалі у 6 видах спорту. У стрибках із трампліну Володимир Бєлоусов виграв перше та єдине в історії олімпійської збірної СРСР золото. Також золоті медалі принесли спортсмени, які брали участь у змаганнях з біатлону, фігурного катання, ковзанярського спорту та хокею з шайбою.
Лижникам в перегонах не вдалося взяти золото, серед здобутих нагород були 2 срібла та 2 бронзи.

## Медалісти
| Медаль             | Спортсмен | Вид спорту          | Дисципліна                    |
| ------------------ | --- | ------------------- | ----------------------------- |
| Золото             | Олександр Тихонов Микола Пузанов Віктор Маматов Володимир Гундарцев | Біатлон             | Чоловіки, естафета 4 х 7,5 км |
| Золото             | Володимир Бєлоусов | Стрибки з трампліна | Чоловіки, 90 м                |
| Золото             | Людмила Титова | Ковзанярський спорт | Жінки, 500 м                  |
| Золото             | Людмила Білоусова Олег Протопопов | Фігурне катання     | Парне катання                 |
| Золото             | Збірна СРСР з хокею із шайбою \| Віктор Коноваленко \| Віктор Зінгер \| \| Віталій Давидов \| Віктор Кузькін \| \| Олександр Рагулін \| Віктор Блінов \| \| Олег Зайцев \| Ігор Ромішевський \| \| Євген Зімін \| В'ячеслав Старшинов \| \| Борис Майоров \| Володимир Вікулов \| \| Віктор Полупанов \| Анатолій Фірсов \| \| Євген Мішаков \| Анатолій Іонов \| \| Юрій Мойсеєв \| Веніамін Олександров \| | Хокей               | Чоловіки                      |
| Срібло             | Олександр Тихонов | Біатлон             | Чоловіки, гонка 20 км         |
| Срібло             | Вячеслав Веденін | Лижні перегони      | Чоловіки, гонка 50 км         |
| Срібло             | Галина Кулакова | Лижні перегони      | Жінки, гонка 5 км             |
| Срібло             | Людмила Титова | Ковзанярський спорт | Жінки, 1000 м                 |
| Срібло             | Тетяна Жук-Шестерньова Олександр Горелик | Фігурне катання     | Парне катання                 |
| Бронза             | Володимир Гундарцев | Біатлон             | Чоловіки, гонка 20 км         |
| Бронза             | Алевтіна Колчина | Лижні перегони      | Жінки, гонка 5 км             |
| Бронза             | Алевтіна Колчина Рита Ачкіна Галина Кулакова | Лижні перегони      | Жінки, естафета 3 x 5 км      |
| Віктор Коноваленко | Віктор Зінгер |                     |                               |
| Віталій Давидов    | Віктор Кузькін |                     |                               |
| Олександр Рагулін  | Віктор Блінов |                     |                               |
| Олег Зайцев        | Ігор Ромішевський |                     |                               |
| Євген Зімін        | В'ячеслав Старшинов |                     |                               |
| Борис Майоров      | Володимир Вікулов |                     |                               |
| Віктор Полупанов   | Анатолій Фірсов |                     |                               |
| Євген Мішаков      | Анатолій Іонов |                     |                               |
| Юрій Мойсеєв       | Веніамін Олександров |                     |                               |

### Спортсмени з кількома медалями
| Ім'я                | Вид спорту          |   |   |   | Разом |
| ------------------- | ------------------- | - | - | - | ----- |
| Олександр Тихонов   | Біатлон             | 1 | 1 |   | 2     |
| Людмила Титова      | Ковзанярський спорт | 1 | 1 |   | 2     |
| Володимир Гундарцев | Біатлон             | 1 |   | 1 | 2     |
| Галина Кулакова     | Лижні перегони      |   | 1 | 1 | 2     |
| Алевтина Колчина    | Лижні перегони      |   |   | 2 | 2     |

## Медалі з видів спорту
| Спорт                         | Золото | Срібло | Бронза | Загалом |
| Біатлон                       | 1      | 1      | 1      | 3       |
| Ковзанярський спорт           | 1      | 1      | 0      | 2       |
| Фігурне катання               | 1      | 1      | 0      | 2       |
| Стрибки на лижах із трампліну | 1      | 0      | 0      | 1       |
| Хокей із шайбою               | 1      | 0      | 0      | 1       |
| Лижні перегони                | 0      | 2      | 2      | 4       |

## Здобутки

### Республік
| Місце | Країна         | Золото | Срібло | Бронза | Загалом |
| ----- | -------------- | ------ | ------ | ------ | ------- |
| 1     | РРФСР          | 26     | 5      | 3      | 34      |
| 2     | Білоруська РСР | 0      | 0      | 1      | 1       |

### Автономних Республік
| Місце | Країна          | Золото | Срібло | Бронза | Загалом |
| ----- | --------------- | ------ | ------ | ------ | ------- |
| 1     | Удмуртська АРСР | 0      | 1      | 1      | 2       |